# Річкова горила
Річкова горила (Gorilla gorilla diehli) — підвид західної горили, один з чотирьох підвидів горил. Була описана як новий вид в 1904 зоологом Паулем Мачі, однак її популяції систематично не досліджувавлись до 1987 року.
Це найбільш західний і найбільш північний підвид горил, що мешкає на лісових схилах гір на кордоні Камеруну і Нігерії у витоків річки Крос-Ривер. Звіси походить її англійська назва:Горила Крос-Ривер. Її популяція відділена на 300 км від найближчої популяції західної рівнинної горили (Gorilla gorilla gorilla), і приблизно на 250 км від популяції горил в камерунському лісі Ебо. По оцінкам, зробленим в 2014 році, в світі залишилось менш ніж 250 дорослих річкових горил, що робить їх найрідкісними людиноподібними мавпами світу. Групи цих горил розселені по території площою в 12000 км², хоча нещодавні польові дослідження підтвердили присутність горил поза межами відомих місць розселення, що може свідчити про більш широку територію проживання. В 2009 році річкову горилу нарешті було знято на професійне відео.

## Опис

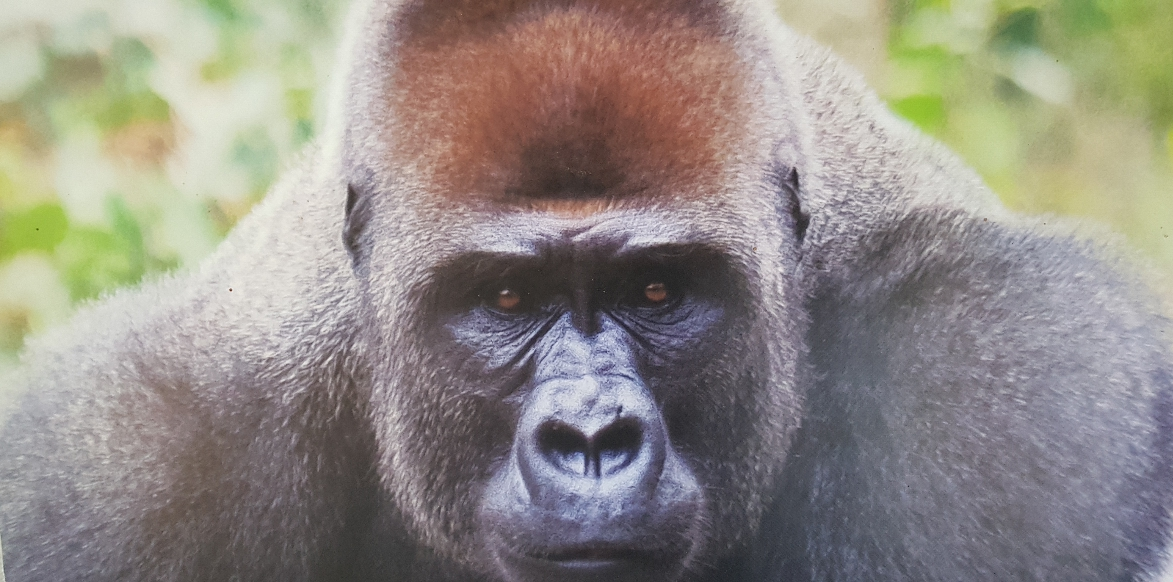
Доросла річкова горила в парку Мефу

Річкова горила була вперше описана як новий вид в 1904 зоологом Паулем Мачі. Її морфологічна особливість була підтверджена в 1987 році. Подальший аналіз морфології черепа і кісток, пропорцій скелету продемонстрували самобутність річкових горил, і в 2000 році вони були описані як окремий підвид.
Згідно дослідження, опублікованого Американським музеєм природознавства, у річкових горил, в порівнянні з західними рівнинними горилами, помітно менше піднебіння, менше склепіння черепу, і загалом коротший череп. Річкові горили, як правило, не сильно відрізняються від західних рівнинних горил розмірами тіла чи довжиною кінцівок і кісток. Однак заміри, зроблені в самців, показують, що в них коротші руки і ноги, ніж в західних рівнинних горил.
Інші статистичні дані включають:
- Середня висота дорослого самця: 165—175 см
- Середня вага дорослого самця: 140—200 кг
- Середня висота самки: 140 см
- Середня вага самки: 100 кг

## Еволюція
В 2000 році була висунута гіпотеза, що річкові горили почали еволюціонувати в окремий підвид Gorilla gorilla в посушливий період африканського плейстоцену у відповідь на скорочення харчових ресурсів. Дослідники стверджували, що предки річкових горил могли усамітнитись в лісах Кросс-Ривер та/або інших місцях камерунського високогір'я. Імовірно після відокремлення популяції, річкові горили продовжували існувати ізольовано. Предки Gorilla gorilla gorilla, в свою чергу, продовжили розвиватись південніше та східніше річки Санага. Дослідники не знайшли доказів симпатрії G. g. gorilla та G. g. diehli

## Середовище проживання
Річкові горили, як і інші різновиди горил, полюбляють густі лісові масиви, ненаселені людьми. Через свої значні розміри, річкові горили вимагають більших і різноманітніших ділянок лісу. Ліси, в яких мешкають річкові горили. різняться за висотою від 100 дл 2037 метрів над рівнем моря. З 1996 по 1999 роки на горі Афі в штаті Крос-Ривер, Нігерія проводились польові дослідження протягом 32 місяців. Місцевість була картографована, було зібрано велику кількість даних стосовно типів природних середовищ, клімату, часової і просторової доступності дерев і трав, що їх горили вживають в їжу, а також стосовно широкого діапазону моделей поведінки і раціону річкових горил. Ці дані були отримані на основі таких свідчень як кормові стежки, спальні гнізда і залишений послід.
На середовище існування річкових горил негативно впливає різке обезліснення і фрагментація земель. Ці фактори залишають горилам мало можливостей до виживання. В результаті вирубування лісів відбувається значне скорочення розмірів територій, на яких проживають горили. Незважаючи на те, що поки залишається доволі значна площа незайманих тропічних лісів, якщо антропологічний тиск продовжиться, територій, придатних для життя горил буде залишатись все менше. Треба враховувати ще й те, що через свої значні розміри і низької швидкості відтворення вони неспроможні адаптуватися до нового середовища.

## Поведінка

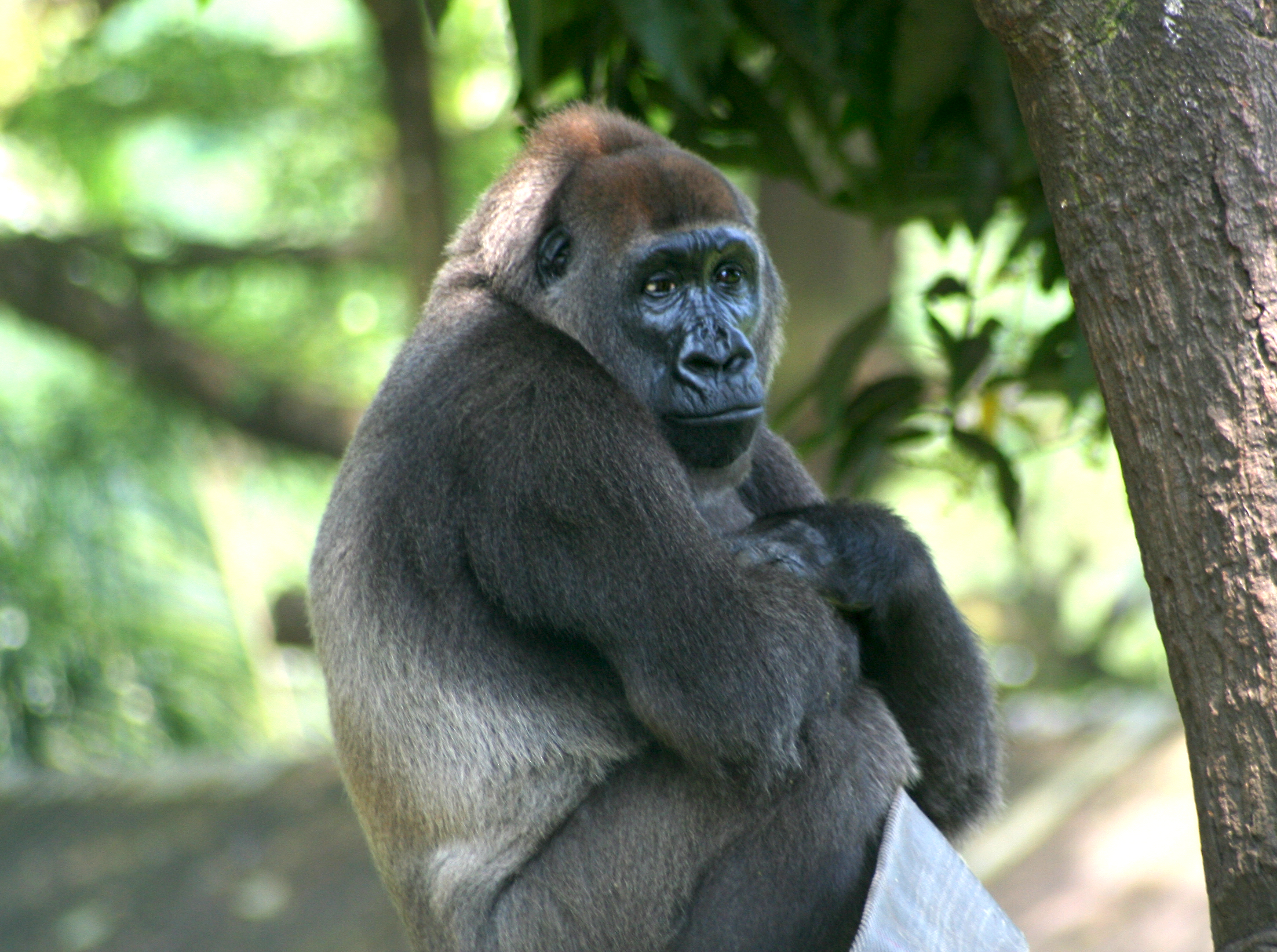
Ньянго, єдина річкова горила, що перебувала в неволі. Вона померла 10 жовтня 2016 року.

Річкові горили мають складні групові форми поведінки(наприклад, спорудження спальних гнізд і, відпоіідно, середній розмір групи гнізд, стиль гнізда, розташування гнізда і повторне використання гнізда), що залежать від таких факторів, як поточне середовище, клімат, доступність джерел їжі, ризик нападу і ступінь вразливості. Згідно дослідження, проведеного в заповіднику Кагвене, існує кореляція між тим, споружене гніздо на землі чи на дереві, і порою року. З квітня по листопад річкові горили з високою імовірністю будуть будувати гнізда на деревах, а з листопада- на землі. Також горили більш схильні будувати тільше гнізд в сезон дощів, а також виявлено, що для цього підвиду горил повторне використання гнізд є звичним явищем.
Групи річкових горил зазвичай складаються з одного самця і шести-семи самок ті їх потомства. У горил в долинах менше потомства, ніж у горил високогір'я. Раціон горил складається зі фруктів, трав'янистої рослинності, ліан і кори. Як і звички гніздування, раціон горил залежить від сезону. Спостереження показують, що горили надають перевагу фруктам, але під час періоду посухи більше споживають траву, ліани і кору дерев. Багато рослин, які споживають горили, сезонні, і горили віддають перевагу конкретним видам. Так, горили гори Афі зазвичай споживають рослини роду Афрамомум, але в період дощів вони змінювали поведінку і надавали перевагу Amorphophallus difformis.

## Географія проживання
Цей підвид населяє прикордоння Камеруну і Нігерії, тропічні та субтропічні вологі широколистяні ліси, де також мешкає нігерійсько-камерунський шимпанзе, ще один підвид людиноподібної мавпи. Це найбільш західний і найбільш північний підвид горил, що мешкає на лісових схилах гір у витоків річки Крос-Ривер. Її популяція відділена на 300 км від найближчої популяції західної рівнинної горили (Gorilla gorilla gorilla), і приблизно на 250 км від популяції горил в камерунському лісі Ебо. Групи цих горил розселені по території площою в 12000 км², хоча нещодавні польові дослідження підтвердили присутність горил поза межами відомих місць розселення, що може свідчити про більш широку територію проживання.
Наявність річкових горил була підтверджена в горах Мбе і Афі, в основному місці розселення Крос-Ривер, Нігерія, а також в національних парках Такаманда і Моне Південно-Західний регіону Камеруну. Згідно з регіональним планом дій зі збереження річкових горил 2007 року, ці місця займають суцільну лісову територію площею 8000 км2. Але не виключено, що річкові горили можуть мешкати і в інших місцях, так, наприклад, в 2013 році дослідники відкрили сліди перебування горил в Мавамбі. Це місце знаходиться приблизно на 552 м над рівнем моря, що набагато нижче середньої висоти проживання горил (776 м).>

## Природоохоронний статус
В той час, як всі західні горили знаходяться на межі зникнення (у випадку західної рівнинної горили частково через вірус Ебола), річкова горила є найбільш вразливою серед усіх африканських людиноподібних мавп. Її популяція зменшилась на 59 % між 1995 і 2010 роками, і дослідження 2014 року показало, що в дикій природі залишилось менш ніж 250 дорослих особин. Однак, згідно опитування, проведеного в 2012 році Міжнародним товариством збереження природи, річкова горила не потрапила в «Список 25 приматів, що знаходяться на межі зникнення». Особливий акцент, на думку фахівців, слід робити на об'єднані ізольованих популяцій і запобіганні імбриндингу.
В 2007 році в 5 навколишніх селах було проведене опитування з метою оцінки табу на полювання і споживання м'яса зникаючих видів тварин. Вважається, що підтримання уявлень про тотемний дух горили, a також табу на полювання на горил може бути одним із способів посилити збереження цього виду. Можливо, саме через наявність багатьох табу за останні 15 років не було інцидентів, пов'язаних з полюванням на річкових горил.
В 2008 році влада Камеруну створила Національний парк Такаманда на кордоні Камеруну і Нігерії. Цей парк межує з Національним парком Крос-Ривер, де мешкає 115 горил — третина всієї популяції. Є надія, що горили будуть переміщатись між парками, що допоможе в збереженні генетичного різноманіття.

## Зовнішні джерела
- Профіль річкової горили на сайті Африканського фонду зберігання природи [Архівовано 23 березня 2022 у Wayback Machine.]
- Інформація про річкову горилу на WWF
- Заповідник дикої природи Афі [Архівовано 14 квітня 2021 у Wayback Machine.]